# Oddoniodendron
Oddoniodendron é um género botânico de angiospermas que pertencente à família Fabaceae, e a subfamília Detarioideae...